# Danao Tiangong
Danao Tiangong (xinès simplificat: 大闹天宫, xinès tradicional: 大鬧天宮, pinyin: Dànào Tiāngōng; en Wade-Giles: Ta4 nao4 t'ien1 kung1), també coneguda en anglès amb els noms Havoc in Heaven i Uproar in Heaven, és un llargmetratge d'animació xinès produït pels germans Wan i dirigit per Wan Laiming i Tang Cheng. La pel·lícula va ser creada en l'apogeu de la indústria de l'animació xinesa en la dècada del 1960, i va rebre nombrosos premis, i va significar el reconeixement nacional i internacional dels germans Wan. El disseny dels personatges és de Zhang Guangyu. L'animació estilitzada i els tambors i l'acompanyament de percussió utilitzats en aquesta pel·lícula estan molt influïts per les tradicions de l'Òpera de Pequín.
Es va doblar al català i estrenar amb el nom La rebel·lió del rei Kung-fu-sun l'11 de juny del 1984 pel Circuit Català de TVE. El 2010 es reestrenà, subtitulada, amb el nom Rebombori al cel.

## Producció
Wan Guchan, un dels germans Wan i animador en la pel·lícula Tie Shan Gongzhu, va començar a planejar la producció de Kunchong Shijie després del seu llançament el 1941. No obstant això, el projecte es va cancel·lar arran de la invasió japonesa de les concessions internacionals de Xangai, durant la Segona Guerra Sinojaponesa, i és llavors quan sorgeix la idea de fer una pel·lícula sobre Viatge a l'oest. La pel·lícula arribà a estar en producció, però s'hagué de cancel·lar als sis mesos per l'alt cost dels materials utilitzats.
Wan Laiming tornà a Xangai com a director del Shanghai Meishu Dianying Zhipianchang el 1954, i la producció de Danao Tiangong comença poc després. La primera part de la pel·lícula la van completar el 1961 juntament amb Wan Laiming i Wan Guchan. La segona part es va completar el 1964 amb l'assistència de Wan Chaochen i Wan Dihuan, sent l'última vegada que tots els germans treballarien en un mateix projecte. Un documental de la CCTV del 2012 destaca la importància de Tang Cheng en la realització de la pel·lícula, sobretot perquè Wan Laiming caigué malalt en un moment donat i ella assumí tota la càrrega de treball.
Ambdues parts de la pel·lícula es van projectar juntes per primera vegada el 1965. Aquesta va ser l'última pel·lícula animada de la segona era daurada del cinema de la Xina. Un any més tard, la indústria va tancar a causa de la Revolució Cultural, i de fet, la segona part de la pel·lícula romandria pràcticament inèdita fins finals dels anys setanta.

## Influència
El nom de la pel·lícula, Danao Tiangong, va esdevenir una expressió col·loquial en l'idioma xinès per descriure algú que provoca un embolic. Es va convertir en una de les pel·lícules més influents de tota Àsia, animades o no. Incomptables adaptacions de dibuixos animats que van seguir han reutilitzat la mateixa història clàssica, Viatge a l'oest, però molts consideren aquesta iteració de 1964 la més original.
Amb la tornada a la normalitat posterior a la Revolució Cultural, Tang Cheng dibuixà una adaptació en llibre de la pel·lícula.

## En DVD
Com a part del 40 aniversari de la segona part del llançament de la pel·lícula, el 2004 va aparèixer una edició de dos discos especials en DVD. Aquesta fou la versió original remasteritzada de la pel·lícula xinesa, i conté subtítols xinesos en caràcters tradicionals i simplificats. Una versió subtitulada en anglès de la pel·lícula no ha estat llançada, però els fans van fer subtítols en anglès que poden ser descarregats. Després de molta demanda, la versió original de 106 minuts va ser publicada en un conjunt de dos discos en VCD. Conté diverses escenes omeses i escenes esteses que no van ser incloses en la versió del 40 aniversari per raons desconegudes.

## Premis
Va guanyar el premi de cinema al Festival de Cinema de Londres el 1978. També un premi al Festival Internacional de Cinema de Karlovy Vary a la República Txeca. Va guanyar el premi d'art i literatura infantil del festival de les Cent Flors.